# Astapus Colles
Gli Astapus Colles sono una struttura geologica della superficie di Marte.